# 祁明
祁明（1970年10月—），安徽铜陵人，现任上海对外经贸大学党委书记。

## 生平
1991年毕业于安徽师范大学思想政治教育专业。1992年加入中国共产党，1993年于同济大学获法学学士学位，同年留校工作。历任同济大学文法学院党委副书记、党委学生工作部副部长、学生处副处长、党委学生工作部部长、学生处处长等职务。
2014年7月，调任上海对外经贸大学党委副书记、副校长。2023年11月，任上海对外经贸大学党委书记。

## 学术贡献
长期从事大学生思想政治教育和学生事务管理研究工作。主持完成教育部和市教委研究项目多项，发表出版研究论文和专著10多篇（部）。获上海市育才奖、上海市模范教师、上海市高校优秀思想政治工作者等荣誉称号。

## 社会兼职
全国普通高校毕业生就业创业（金融行业）指导委员会委员，中国高等教育学会高校学生管理与就业创业工作研究分会常务理事，上海高校心理咨询协会第五届理事会理事长。